# Lamachus albopictus
Lamachus albopictus är en stekelart som beskrevs av Joseph Augustine Cushman 1937. Lamachus albopictus ingår i släktet Lamachus och familjen brokparasitsteklar. Inga underarter finns listade i Catalogue of Life.